# Liebfrauenbasilika (Agoo)
Die Basilika Unserer Lieben Frau der Nächstenliebe (englisch Basilica of Our Lady of Charity), besser bekannt als Agoo Basilica, ist eine römisch-katholische Kirche auf den Philippinen in Agoo, La Union. Sie ist Maria der Nächstenliebe gewidmet und der Sitz der Pfarrei Santa Monica des römisch-katholischen Bistums San Fernando de La Union.

## Geschichte
Die Pfarrei wurde 1578 von Franziskanerbrüdern aus Italien und Spanien gegründet. Die ursprüngliche Kirche wurde mit einheimischen Materialien wie Nipapalme und Bambus gebaut und Franz von Assisi geweiht. 1598 wurde ein dreistöckiger Glockenturm angefügt. Im selben Jahr ernannten die Augustiner die hl. Monika von Tagaste zur neuen Schutzheiligen der Stadt.
Am 16. März 1892 zerstörte ein schweres Erdbeben die Kirche, auf den der Wiederaufbau des Heiligtums Nuestra Señora de Caridad im Jahr 1893 folgte. Eine hölzerne Marienstatue aus dem 17. Jahrhundert bildet das Ziel der Wallfahrt. Die vermutlich aus dem weiter nördlich gelegenen Bantay stammende hölzerne Statue kam nach dem Erdbeben von 1892 nach Agoo und wurde 1971 durch den päpstlichen Nuntius Carmine Rocco gekrönt.

## Basilika
Der Bau der heutigen, wesentlich größeren Kirche wurde am 8. September 1975 nach Abriss der alten Kirche mit der Grundsteinlegung nach Plänen von Ignacio Palma Bautista begonnen. Die Kirche in der Form einer Basilika wurde am 8. Dezember 1978 von Kardinal Sebastiano Baggio fertiggestellt und als Marienwallfahrtskirche geweiht, dies fiel mit der Vierhundertjahrfeier der Christianisierung von Agoo zusammen. Papst Johannes Paul II. erhob das Heiligtum am 15. Juli 1982 zu einer Basilica minor.
Die Basilika wurde durch das starke Erdbeben vom 16. Juli 1990 auf der Insel Luzon mit einer Magnitude von 7,7 schwer beschädigt. Dabei stürzte der Glockenturm ein, der einzige erhaltene Gebäudeteil von 1893. Die Basilika wurde wieder aufgebaut. Der neue Glockenturm wurde am 1. Mai 2001 zusammen mit der neuen Plaza de Beato Juan Pablo II von Bischof Artemio Lomboy Rillera eingeweiht.
Der Festtag der Muttergottes der Nächstenliebe wird jedes Jahr am 4. Mai, am Fest der hl. Monika, gefeiert, zu deren Ehren sowohl die Basilika als auch ein benachbartes Museum gewidmet sind.

## Architektur

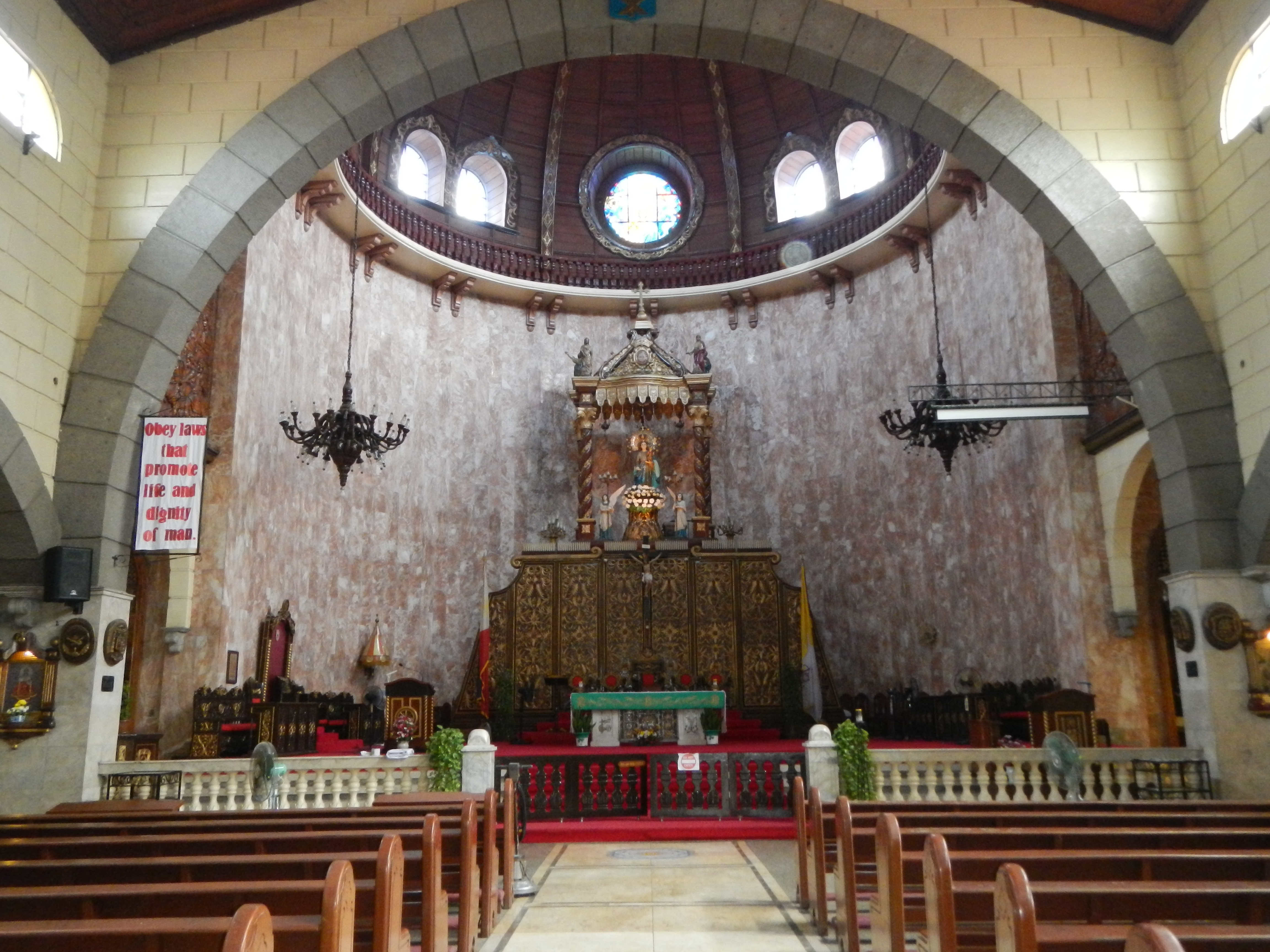
Chorraum der Basilika

Die Basilika ist bekannt für ihre mexikanisch-barocke Architektur. Ein Rosettenfenster prägt als Kontrast die graue Fassade der Basilika, an der Statuen der heiligen Peter und Paul stehen. Die unkonventionelle Architektur der Basilika von Agoo wird durch ihre zwei ungleichen Glockentürme demonstriert. Auf der linken Seite der Fassade ragt der neue vierstöckige, sechseckige Turm empor, während der rechts ein Glockengiebel steht.
Das Retabel des Altars besteht aus acht Holzpaneelen mit kunstvoll geschnitzten Blumenmotiven, die auf das Zentrum gerichtet sind. In der Mitte der Tafel hängt ein großes Kruzifix. Am Kopf des Retabels ist die fußhohe Statue der Muttergottes der Nächstenliebe unter einem großen Baldachin mit vier gewundenen Säulen aufgestellt. Ihre Füße ruhen auf einem urnenförmigen Sockel mit dem gleichen Blumenmuster wie die Altaraufsätze. Zwei Engel flankierten ihre Seiten hinter einem silbrigen Hintergrund. Eine Orgel über dem Eingang schließt das mit einer Holzdecke versehene Kirchenschiff ab.